# Thierry Tusseau
Thierry Tusseau (Noisy-le-Grand, Francia, 29 de enero de 1958) es un exfutbolista francés que jugaba como lateral izquierdo.

## Selección nacional
Fue internacional con la selección de fútbol de Francia en 22 ocasiones. Fue campeón de la Eurocopa 1984. También formó parte de la selección que obtuvo el tercer lugar en la Copa del Mundo de 1986.

### Participaciones en Copas del Mundo
| Mundial                        | Sede   | Resultado    | Partidos | Goles |
| ------------------------------ | ------ | ------------ | -------- | ----- |
| Copa Mundial de Fútbol de 1986 | México | Tercer lugar | 4        | 0     |

### Participaciones en Eurocopas
| Copa          | Sede    | Resultado | Partidos | Goles |
| ------------- | ------- | --------- | -------- | ----- |
| Eurocopa 1984 | Francia | Campeón   | 2        | 0     |

## Clubes
| Club                 | País    | Año       |
| -------------------- | ------- | --------- |
| FC Nantes            | Francia | 1975-1983 |
| Girondins de Burdeos | Francia | 1983-1986 |
| RC Paris             | Francia | 1986-1988 |
| Stade de Reims       | Francia | 1988-1991 |

## Palmarés

### Campeonatos nacionales
| Título           | Club                 | País    | Año  |
| ---------------- | -------------------- | ------- | ---- |
| Copa Gambardella | FC Nantes (reserva)  | Francia | 1974 |
| Division 3       | FC Nantes (reserva)  | Francia | 1974 |
| Copa Gambardella | FC Nantes (reserva)  | Francia | 1975 |
| Division 1       | FC Nantes            | Francia | 1977 |
| Copa de Francia  | FC Nantes            | Francia | 1979 |
| Division 1       | FC Nantes            | Francia | 1980 |
| Division 1       | FC Nantes            | Francia | 1983 |
| Division 1       | Girondins de Burdeos | Francia | 1984 |
| Division 1       | Girondins de Burdeos | Francia | 1985 |
| Copa de Francia  | Girondins de Burdeos | Francia | 1986 |

### Copas internacionales
| Título               | Selección | Sede            | Año  |
| -------------------- | --------- | --------------- | ---- |
| Eurocopa             | Francia   | Francia         | 1984 |
| Copa Artemio Franchi | Francia   | París (Francia) | 1985 |